# Měšťanský dům čp. 416 (Javorník)
Měšťanský dům č. p. 416 se nachází na ulici Míru mezi domy 415 a 417 v Javorníku v okrese Jeseník. Dům je kulturní památkou ČR a je součástí městské památkové zóny Javorník.

## Historie
Měšťanský dům byl postaven před rokem 1373, kdy je poprvé zmiňován jako součást městské středověké zástavby. V průběhu let byl poškozen při různých katastrofách i v roce 1428, kdy město Javorník dobyli husité. Byl přestavován po požárech (1576, 1603, v roce 1825 byly zničeny 104 domy) a povodních. V roce 1843 byl domě obchod majitele a obchodníka Meigonesche. V roce 1932 se vyjadřoval památkový úřad v Brně k prováděné opravě domu. Před rokem 1945 v domě byla v přízemí městská spořitelna, nyní pobočka České spořitelny, a.s.

## Popis
Dům č. p. 416 je empírová řadová dvoupatrová pětiosá podsklepená stavba postavená z cihel. Uliční fasádu člení nad přízemím a nad prvním patrem kordonová římsa a završuje hlavní římsa. Na druhé patro navazuje atikové patro se segmentově vykrojenými křídly (jednoduchá volutová křídla), dvěma většími a dvěma menšími okny. Na atikové patro nasedá trojúhelníkový tympanon s oběžnou římsou a s půlkruhovým oknem. V přízemí ve střední ose je prolomena výkladní skříň, po jejíž stranách jsou obdélníkové vchody. Nad okny prvního patra se střídá trojúhelníkový a segmentový fronton. Střecha je sedlová. Místnosti mají ploché stropy.